# Годинес, Ана
Ана Паула Годинес Гонсалес (англ. Ana Paula Godinez Gonzalez; род. 26 ноября 1999, Агуаскальентес, Мексика) — канадская спортсменка, борец вольного стиля. Победитель и призёр Панамериканских чемпионатов, призёр Игр Содружества.

## Карьера
В августе 2019 года Годинес завоевала бронзовую медаль на Первенстве мира среди юниоров, который проходил в Таллине. Месяц спустя она участвовала на чемпионате мира, который проходил в Нур-Султане, где в 1/8 финала уступила Энхбатин Гантуяа из Монголии.
В июне 2021 года в Варшаве, Годинес проиграв в финале Айсулуу Тыныбековой из Кыргызстана, завоевала серебряную медаль на Poland Open 2021. В октябре 2021 года она принимала участие на чемпионате мира, который проходил в Осло, где в 1/4 финала была повержена Илоной Прокопевнюк из Украины. Месяц спустя в Белграде, победив в финале украинку Екатерину Зеленых, она стала победителем чемпионата мира среди спортсменов до 23 лет.
В мае 2022 года в мексиканском Акапулько Годинес выиграла золотую медаль Панамериканского чемпионата, где в финале ей удалось победить Кайлу Миракл из США. В августе 2022 года в Бирмингеме, уступив в финале Сакши Малик, она стала серебряным призёром Игр Содружества. В сентябре 2022 года на чемпионате мира в Белграде в схватке за бронзовую медаль она уступила Ло Сяоцзюань из Китая. Месяц спустя она завоевала бронзовую медаль Чемпионата мира среди спортсменов до 23 лет, который проходил в испанской Понтеведре.
В январе 2023 года в Ницце, одолев в финале Мими Христову из Болгарии, Годинес победила на Гран-при Франции имени Анри Деглана. В мае 2023 года в Буэнос-Айресе, во второй раз подряд она выиграла золотую медаль Панамериканского чемпионата, где в финале она одолела Натали Гриман из Венесуэлы.
В феврале 2024 года в Акапулько, она дошла до финала Панамериканского чемпионата, в котором уступила Кайле Миракл, став серебряным призёром. Несколько дней спустя на Панамериканский квалификационный турнир, который проходил там же в Акапулько, она завоевала квоту для Канады на летние Олимпийские игры 2024 года, которые пройдут в Париже.

## Результаты
- Чемпионат мира по борьбе среди спортсменов до 23 лет 2021 —
- Панамериканский чемпионат по борьбе 2022 —
- Чемпионат мира по борьбе среди спортсменов до 23 лет 2022 —
- Игры Содружества 2022 —
- Панамериканский чемпионат по борьбе 2023 —
- Панамериканский чемпионат по борьбе 2024 —

## Личная жизнь
Её сестра: Карла Годинес также является профессиональным борцом. Другая сестра: Лупи Годинес — профессиональный боец смешанных единоборств.